# Charles-Alfred Desjardins
Charles-Alfred Roy dit Desjardins, né le 26 janvier 1846 à Kamouraska et mort le 6 septembre 1934 à Québec, est un homme politique québécois. Il est député à l'Assemblée législative du Québec de la circonscription de Kamouraska pour le Parti conservateur de 1890 à 1897.

## Biographie

### Industriel
Outre son passé politique, Charles-Alfred Roy-dit-Desjardins est connu comme un industriel ayant fait fortune en développant de la machinerie agricole. L'entreprise qu'il a fondée existe toujours sous le nom de Les Industries Desjardins Limitée.

### Mariages
Épouse en premières noces Émilie Dumont, fille de Rémi Dumont et de Léa Saint-Pierre le 12 août 1867. Épouse en secondes noces Eugénie Godbout, fille de Jean-Baptiste Godbout et d'Arthémise Labrie.

Bâtiment principal de l'entreprise fondée par Desjardins.

### Honneurs
Nommé commandeur de l'Ordre de Saint-Grégoire-le-Grand et membre des Chevaliers de Colomb.